# Щерчков, Сергей Владимирович
Сергей Владимирович Щерчков (род. 5 февраля 1969, Киров) — российский политический деятель, депутат Государственной Думы ФС РФ третьего созыва (1999—2003).

## Биография
В 1993 году окончил юридический факультет Пермского государственного университета.
Был депутатом Государственной Думы Федерального Собрания Российской Федерации III созыва (2002—2003 гг.) — к Щерчкову перешёл освободившийся мандат убитого Головлева. Входил во фракцию "Союза правых сил".
Был депутатом Законодательного Собрания Пермского края I созыва (с 03.12.2006 по 16.04.2009). 
В 2007 году баллотировался в депутаты Госдумы от "Союза правых сил". Являлся председателем пермского регионального отделения СПС.
Работал в Правительстве Кировской области. С 2009 по 2016 год был заместителем и первым заместителем председателя Правительства Кировской области.